# Spinther alaskensis
Spinther alaskensis är en ringmaskart som beskrevs av Hartman 1948. Spinther alaskensis ingår i släktet Spinther och familjen Spintheridae. Inga underarter finns listade i Catalogue of Life.